# Alvarenga icarius
Alvarenga icarius är en tvåvingeart som beskrevs av Carrera 1960. Alvarenga icarius ingår i släktet Alvarenga och familjen rovflugor. Inga underarter finns listade i Catalogue of Life.